# Renaud Gagneux
Pour les articles homonymes, voir Gagneux.
Renaud Gagneux, né le 15 mai 1947 à Paris et mort le 24 janvier 2018, dans cette même ville, est un compositeur français.

## Biographie
Né à Paris (8e arrondissement) en 1947, Renaud Gagneux découvre la musique en écoutant à la radio une série d’émissions de Jean Witold consacrée à La Flûte enchantée de Mozart. Il commence le piano à l’âge de cinq ans avec Germaine Van Eyndhoven, assistante d’Alfred Cortot et d’Yves Nat, amie de Francis Poulenc et du professeur Henri Mondor qu’elle lui fera rencontrer plus tard. Il fait toute sa scolarité au Lycée Charlemagne. La guerre d’Algérie et la manifestation, organisée en février 1962 par les partis d’extrême gauche et réprimée par la police, qui fait huit morts au métro Charonne, le font très tôt s’intéresser à la politique.
Admis une première fois, en 1958, au Conservatoire national supérieur de musique à Paris, Renaud Gagneux a été élève, à l’École normale de musique de Paris, d’Alfred Cortot en 1961 et 1962, puis de Vlado Perlmuter en 1963. En 1966, il étudie la composition à la Musikhochschule de Cologne avec Karlheinz Stockhausen, ainsi qu’à l’ENM de Paris avec Henri Dutilleux, puis au Conservatoire national supérieur de musique à Paris avec Tony Aubin, André Jolivet et Olivier Messiaen jusqu’en 1972 où il obtient son premier prix de composition.
Président de la section de l’UNEF (Union nationale des étudiants de France) du Conservatoire national supérieur de musique, il participe activement aux évènements de mai 1968 et fait voter la grève avec occupation des locaux par les étudiants.
En 1970 il entre au Groupe d’Étude et de Réalisation musicale (GERM) de Pierre Mariétan et rencontre plusieurs fois John Cage dont il interprète les œuvres. Depuis cette année, il anime le carillon (dit de l’église Saint-Germain l’Auxerrois), de la mairie du 1er arrondissement de Paris, place du Louvre.
De 1970 à 1974, il est professeur de musique de l’enseignement secondaire.
En 1972 il entre au Groupe de recherches musicales (GRM) de l’ORTF (Office de Radiodiffusion-Télévision Française) puis de l’Institut national de l'audiovisuel (INA), où il travaillera jusqu’en 1976 sous la direction de Pierre Schaeffer et de Guy Reibel.
Parallèlement, de 1974 à 1979, France Musique et France Culture (chaînes de radio de l’ORTF, puis de Radio France), lui confient la production régulière de plusieurs émissions radiophoniques et lui commandent la composition d’un certain nombre d’indicatifs et de « jingles ». Il adhère alors au Syndicat national de Radiodiffusion-Télévision Française rattaché à la Confédération nationale du travail (SNRT-CGT) dont il devient délégué des producteurs d’émissions musicales.
Converti au luthéranisme en 1974, il demandera son rattachement à l’Église réformée de France en 2000.
De 1977 à 1979, il écrit en outre les musiques de l’Encyclopédie du Cinéma français, série de courts métrages de Claude-Jean Philippe produits par les Éditions du Seuil-Audiovisuel pour la chaîne de télévision FR 3.
En 1980 il adhère au Syndicat national des auteurs et compositeurs (SNAC, rattaché à la Fédération du Spectacle-CGT) dont il sera élu vice-président.
En 1986, son concerto pour tuba, piano et orchestre est sélectionné par la Tribune Internationale des Compositeurs de l'UNESCO.
À partir de 1987, la première page manuscrite de son Quatuor à cordes no 1 servira de support à une série d’œuvres du peintre Mahdjoub Ben Bella. En 1989 il est lauréat de la Tribune Internationale des Compositeurs de l'UNESCO pour ce même quatuor.
Il a été, de 1990 à 2000, membre invité des jurys de recrutement de musiciens de l’Orchestre national de France et de l’Orchestre philharmonique de Radio France.
Il a été enfin, de 2002 à 2007, de nouveau chargé par la chaîne de radio France Musiques (Radio France) de la production d'émissions musicales.
Ses œuvres sont principalement éditées par les Éditions Durand et, plus récemment, Chant du Monde, mais également, en ce qui concerne les œuvres pédagogiques, par les Éditions Billaudot, Lemoine et Van de Velde.
Renaud Gagneux a obtenu de nombreux prix dont le Grand Prix de la SACEM (Société des Auteurs, Compositeurs et Éditeurs de Musique) pour la musique de chambre en 1977, le Prix Georges Enesco en 1983, le Prix des Nouveaux Talents de la Société des auteurs et compositeurs dramatiques (SACD) pour son opéra Orphée et le Prix Verdaguer de l’Institut de France en 1989, le Prix des Compositeurs de la SACEM en 1990 et le Grand Prix de la SACEM en 1993 pour l’ensemble de son œuvre.
En dehors de ses activités musicales, Renaud Gagneux, passionné par l’histoire de Paris, est l’auteur du livre Sur les traces de la Bièvre parisienne, en collaboration avec Jean Anckaert et Gérard Conte, (Éditions Parigramme 2002) et coauteur de l'Atlas du Paris souterrain (Éditions Parigramme, 2001). Il est en outre l'auteur d'un opuscule intitulé « Le cours de la Bièvre à Paris aujourd’hui » (Éditions Municipales, Paris, 1999), d’une plaquette intitulée « Sur les traces de la Bièvre dans Paris » (réalisée en 2000 avec le concours de la Région Île-de-France pour l’exposition « La Bièvre, rivière vivante »), et d’un inventaire du patrimoine de la Bièvre dans Paris, commande de la Direction régionale de l’Environnement / Île-de-France (DIREN). Il est enfin l'auteur du livre Sur les traces des enceintes de Paris, en collaboration avec Denis Prouvost et le photographe Emmanuel Gaffard (Éditions Parigramme, 2004).
Renaud Gagneux est membre de plusieurs associations liées à l'histoire de Paris : l'ASNEP (Association des Sources du Nord-Étude & Préservation), la SEADACC (Société d'Étude & d'Aménagement des anciennes carrières des Capucins), la Société d'Histoire et d'Archéologie du 13e arrondissement (mairie de Paris, mairie du 13e arrdt.) et les Amis de la Commune de Paris.
À partir de 2004, il voyage régulièrement au Japon, pays auquel il voue un véritable culte. À cette occasion, il délaisse le christianisme pour s'intéresser à l'animisme (dont le shintoïsme est la forme la plus développée). La poésie japonaise des XVIIe siècle, XVIIIe siècle et XIXe siècle lui a d’ailleurs inspiré ses dernières œuvres : trente - trois « haïku » d’une minute chacun sur des poèmes de Bashô, Buson et Issa (28 pour piano et 12 pour clavecin).

## Récompenses
- Grand Prix de la musique de chambre de la SACEM (1978)
- Prix Georges Enesco (1983)
- Prix des nouveaux talents de la SACD (Société des auteurs et compositeurs dramatiques) pour son opéra Orphée
- Prix Alfred-Verdaguer de l’Institut de France (Académie des beaux-arts) (1989)
- Prix des compositeurs de la SACEM (1990)
- Grand Prix de la SACEM pour l’ensemble de son œuvre (1993)

## Principales œuvres
- Endeka, pour orchestre (1971)
- Rolling Music, pour orchestre (1972)
- D'après, musique électroacoustique (1972)
- Dédale et Icare (1975)
- Messe, pour instruments, chœur et soprano (1976)
- Messe de Requiem (2e version de la Messe pour chœur d'adultes, chœur d'enfants, chanteurs solistes et grand orchestre
- Malkruth I, II, III, IV, musique électroacoustique et instrumentale (1978)
- Dix personnages en quête d'auteur, montage pour 10 musiciens
- Quatuor à cordes no 1, op. 15 (1986)
- Quatuor à cordes no 2, op. 16 (1986)
- Qamar, op. 20 (1988) pour quintette à cordes
- Quatuor à cordes no 3, op. 23 (1989)
- Triptyque, pour violoncelle & orchestre op. 24 (1989-1990)
- Et le monde ne connaît rien d'eux que leur voix, op. 29 (1991) pour octuor à vent
- Stabat Mater, op. 28 (1991) pour chœur mixte, 2 harpes, 2 pianos et 4 percussions
- Golgotha (Les Sept Dernières Paroles du Christ), op. 30 (1991-1992) oratorio pour ensemble de solistes (chanteurs), chœur mixte, petit orchestre et orgue
- Ave Verum, op. 33 (1992) pour chœur a capella
- Trois Mouvements, op. 31 (1992) pour quintette à vents, cordes et célesta
- Angelus Domini, op. 37 (1992-1993) pour maîtrise d'enfants et chœur d'hommes (ou chœur mixte), harpe, percussion et orgue
- Nunc Dimittis, op. 44 (1994) pour baryton, chœur mixte, cor, harpe, 2 percussions et orgue
- Trio, op. 45 (1995) pour violon, piano et violoncelle (ou contrebasse)
- Concerto pour flûte, harpe et orchestre, op. 47 (1996)
- Deux Danses populaires, op. 48 (1997) pour quintette à cordes
- Trois Bagatelles, op. 49 (1997) pour violoncelle
- Concerto pour violon et orchestre, op. 50 (1997)
- Signal de brume, op. 50 bis (1997) pour orchestre
- Concerto pour alto et orchestre, op. 51 (1997)
- Torii, fanfare pour ensemble de cuivres (1998)
- Concerto no 2 pour violoncelle et orchestre, op. 51 (1998-1999)
- Latifa, la petite fille qui pleurait des mots (1999), conte musical

- Nojiriko (2012), Suite de 7 pièces d'après des haïku de Kobayashi Issa et de Seegan Mabesoone (dernière œuvre musicale publiée)